# 切爾特科沃區

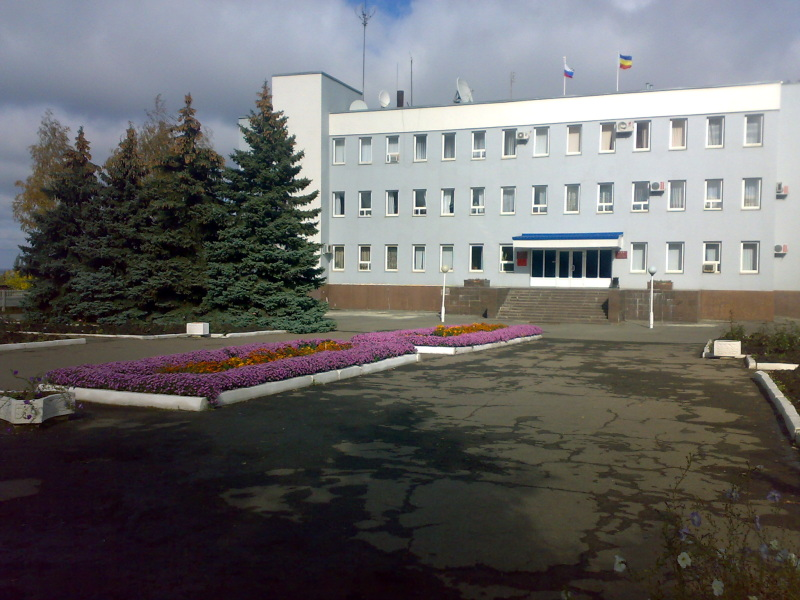

49°22′43″N 40°09′01″E / 49.37861°N 40.15028°E
切爾特科沃區（俄語：Чертко́вский райо́н）是俄羅斯的一個區，位於該國西南部，由羅斯托夫州負責管轄，面積2,766平方公里，2010年人口36,680，人口密度每平方公里13.26人。